# Jinhua (socken i Kina, Heilongjiang)
Jinhua (kinesiska: 进化, 进化乡) är en socken i Kina. Den ligger i provinsen Heilongjiang, i den nordöstra delen av landet, omkring 330 kilometer norr om provinshuvudstaden Harbin.
Genomsnittlig årsnederbörd är 825 millimeter. Den regnigaste månaden är juli, med i genomsnitt 273 mm nederbörd, och den torraste är januari, med 9 mm nederbörd.